# VK 3001 (H)
VK 3001 (H) је био прототип немачког средњег тенка. Циљ је био израдити тенк који би био замена за тенк Панцер IV. Прототип је био заснован на Хеншеловој куполи. Четири шасије овог модела су произедене током 1941, док је компанија Круп произвела 12 купола.
Овај пројекат, као и сродни VK 3001 (P) су обустављени у корист развоја тенка Тигар.